# Exam
Exam is een Britse thriller uit 2009 geschreven door Simon Garrity en regisseur Stuart Hazeldine.

## Verhaal
Een groepje van vier mannen en vrouwen is geslaagd voor een laatste test en mag nu deel worden van een machtige, maar mysterieuze organisatie. Ze gaan een kleine ruimte zonder ramen binnen en krijgen hier 80 minuten de tijd om slechts één vraag te beantwoorden. Er zijn echter wel een paar regels waaraan ze zich moeten houden, anders worden ze gediskwalificeerd; ze mogen niet praten tegen de opdrachtgever, de bewapende bewaker bij de deur, hun vragenlijsten bekladden, of de kamer verlaten. Wanneer de tijd start vertrekt de opdrachtgever. De kandidaten bekijken de papieren waarop de vragen zouden moeten staan, maar tot hun verbazing lijkt er niets op te staan. Al snel begint de Chinese vrouw op het papier te schrijven uit onwetendheid dat dit niet mag, zij wordt uit de kamer verwijderd tot verbazing van de andere kandidaten. White komt er al snel achter dat alles mag wat de surveillant juist niet heeft gezegd. Samen besluiten ze uit te zoeken wat de vraag is. Maar doordat ze elkaars achtergrond ontdekken, lopen de spanningen hoog op. Ze komen er al snel achter dat de ruimte verborgen details heeft en testen hiermee hun papier of er een verborgen laag in zit waardoor de vraag onthuld wordt.

## Rolverdeling
| Acteur                | Personage     | Opmerkingen                         |
| --------------------- | ------------- | ----------------------------------- |
| Luke Mably            | White         |                                     |
| Jimi Mistry           | Brown         |                                     |
| Colin Salmon          | Surveillant   |                                     |
| Adar Beck             | Dark          |                                     |
| Chris Carey           | Guard         |                                     |
| Gemma Chan            | Chinese vrouw |                                     |
| Nathalie Cox          | Blonde        |                                     |
| John Lloyd Fillingham | Deaf          |                                     |
| Chukwudi Iwuji        | Black         | (in de aftiteling als "Chuk Iwuji") |
| Pollyanna McIntosh    | Brunette      |                                     |

## Release
De film ging in première in juni 2009 als onderdeel van het Internationaal filmfestival van Edinburgh. In het Verenigd Koninkrijk ging de film in première in de bioscopen op 8 januari 2010. De dvd en blu-ray werden in het Verenigd Koninkrijk op 7 juni 2010 uitgebracht. De film werd in de Verenigde Staten niet in bioscopen vertoond. IFC Films verspreidde de film via video on demand op 23 juli 2010.

## Ontvangst
Volgens Rotten Tomatoes kreeg de film 62% positieve recensies van 29 beoordelingen, met een gemiddeld cijfer van 5,9 op 10.

## Prijzen en nominaties
| jaar | categorie                                                   | genomineerde(n)  | uitslag     |
| ---- | ----------------------------------------------------------- | ---------------- | ----------- |
| 2009 | Outstanding Debut by a British Writer, Director or Producer | Stuart Hazeldine | Genomineerd |
| 2010 | Raindance Award                                             |                  | Genomineerd |